# Romboide

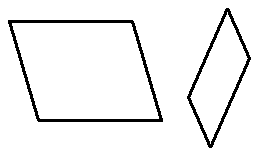
Exemples de romboides

Un romboide és un quadrilàter paral·lelogram els costats del qual són paral·lels dos a dos, i en què els costats paral·lels tenen la mateixa longitud.
El perímetre d'un romboide és igual a {\displaystyle 2\cdot (a+b)\,} (a i b representen dos costats contigus) i la seva àrea s'obté multiplicant la longitud d'un costat per la distància perpendicular entre aquell costat i el seu altre costat oposat.

## Característiques
- Té dos costats iguals, que són paral·lels entre ells. Els angles contigus són suplementaris.
- Només és un rombe quan tots els costats mesuren igual. En general no ho és, i llavors les seves diagonals no són perpendiculars entre si.
- En no ser un rectangle les seves diagonals no són iguals.
- La suma dels seus angles interns són de 360° sexagesimals.
- Quan no és un rombe, no té eixos de simetria.